# Скалистые даманы
Скали́стые (ска́льные) дама́ны, или пусты́нные дама́ны (лат. Procavia), — род плацентарных млекопитающих из семейства дамановых отряда даманов. Включает современного капского дамана (Procavia capensis) и по меньшей мере два вымерших вида. Представители рода демонстрируют высокую морфологическую изменчивость, ставшую причиной выделения ещё некоторых видов, валидность которых теперь подвергается сомнению. 

## Филогения и систематика
По данным сайта Paleobiology Database, на июль 2020 год в род включают следующие виды:
- Procavia capensis (Pallas, 1766) — Капский даман
- † Procavia pliocenica Pickford, 2005
- † Procavia transvaalensis Shaw, 1937
- † Procavia antiqua Broom, 1934 — возможный младший синоним P. capensis[4];
- † Procavia robertsi Broom & Schepers, 1946 — возможный младший синоним P. capensis[4];
- † Procavia obermeyerae Broom, 1937 — Мартин Фишер[нем.] указывает вид в качестве младшего синонима P. transvaalensis[5].

Кладограмма согласно Martin, 2005:
|  | Древесные даманы (Dendrohyrax) |
|  |                                |
|  | † Meroehyrax                   |
|  |                                |

|  | † P. pliocenica                                                                     |
|  |                                                                                     |
|  | \| \| † P. transvaalensis \| \| \| \| \| \| Капский даман (P. capensis) \| \| \| \| |
|  |                                                                                     |
|  | † P. transvaalensis                                                                 |
|  |                                                                                     |
|  | Капский даман (P. capensis)                                                         |
|  |                                                                                     |

|  | † P. transvaalensis         |
|  |                             |
|  | Капский даман (P. capensis) |
|  |                             |

|  | † P. pliocenica                                                                     |
|  |                                                                                     |
|  | \| \| † P. transvaalensis \| \| \| \| \| \| Капский даман (P. capensis) \| \| \| \| |
|  |                                                                                     |
|  | † P. transvaalensis                                                                 |
|  |                                                                                     |
|  | Капский даман (P. capensis)                                                         |
|  |                                                                                     |

|  | † P. transvaalensis         |
|  |                             |
|  | Капский даман (P. capensis) |
|  |                             |

|  | Древесные даманы (Dendrohyrax) |
|  |                                |
|  | † Meroehyrax                   |
|  |                                |

|  | † P. pliocenica                                                                     |
|  |                                                                                     |
|  | \| \| † P. transvaalensis \| \| \| \| \| \| Капский даман (P. capensis) \| \| \| \| |
|  |                                                                                     |
|  | † P. transvaalensis                                                                 |
|  |                                                                                     |
|  | Капский даман (P. capensis)                                                         |
|  |                                                                                     |

|  | † P. transvaalensis         |
|  |                             |
|  | Капский даман (P. capensis) |
|  |                             |

|  | † P. pliocenica                                                                     |
|  |                                                                                     |
|  | \| \| † P. transvaalensis \| \| \| \| \| \| Капский даман (P. capensis) \| \| \| \| |
|  |                                                                                     |
|  | † P. transvaalensis                                                                 |
|  |                                                                                     |
|  | Капский даман (P. capensis)                                                         |
|  |                                                                                     |

|  | † P. transvaalensis         |
|  |                             |
|  | Капский даман (P. capensis) |
|  |                             |

|  | Древесные даманы (Dendrohyrax) |
|  |                                |
|  | † Meroehyrax                   |
|  |                                |

|  | † P. pliocenica                                                                     |
|  |                                                                                     |
|  | \| \| † P. transvaalensis \| \| \| \| \| \| Капский даман (P. capensis) \| \| \| \| |
|  |                                                                                     |
|  | † P. transvaalensis                                                                 |
|  |                                                                                     |
|  | Капский даман (P. capensis)                                                         |
|  |                                                                                     |

|  | † P. transvaalensis         |
|  |                             |
|  | Капский даман (P. capensis) |
|  |                             |

|  | † P. pliocenica                                                                     |
|  |                                                                                     |
|  | \| \| † P. transvaalensis \| \| \| \| \| \| Капский даман (P. capensis) \| \| \| \| |
|  |                                                                                     |
|  | † P. transvaalensis                                                                 |
|  |                                                                                     |
|  | Капский даман (P. capensis)                                                         |
|  |                                                                                     |

|  | † P. transvaalensis         |
|  |                             |
|  | Капский даман (P. capensis) |
|  |                             |

|  | Древесные даманы (Dendrohyrax) |
|  |                                |
|  | † Meroehyrax                   |
|  |                                |

|  | † P. pliocenica                                                                     |
|  |                                                                                     |
|  | \| \| † P. transvaalensis \| \| \| \| \| \| Капский даман (P. capensis) \| \| \| \| |
|  |                                                                                     |
|  | † P. transvaalensis                                                                 |
|  |                                                                                     |
|  | Капский даман (P. capensis)                                                         |
|  |                                                                                     |

|  | † P. transvaalensis         |
|  |                             |
|  | Капский даман (P. capensis) |
|  |                             |

|  | † P. pliocenica                                                                     |
|  |                                                                                     |
|  | \| \| † P. transvaalensis \| \| \| \| \| \| Капский даман (P. capensis) \| \| \| \| |
|  |                                                                                     |
|  | † P. transvaalensis                                                                 |
|  |                                                                                     |
|  | Капский даман (P. capensis)                                                         |
|  |                                                                                     |

|  | † P. transvaalensis         |
|  |                             |
|  | Капский даман (P. capensis) |
|  |                             |

## Размеры
Длина 38-60 cм. Вес 1,8–5,5 кг

## Распознавание
Тупомордые даманы, которые различаются по окраске как в зависимости от региона, так и от особи к особи, но в целом они коричневые с более светлой нижней стороной.

## Географическая изменчивость
Иногда рассматриваемый как единый вид, Procavia также подразделяется на пять видов, некоторые еще более подразделяются на подвиды. Пятна на спине могут быть желтыми, черными или пегими в двух наиболее центральных популяциях, но окраска пятен у отдаленных видов более однородна.
Капский даман, P. capensis (S и SW Africa): черное пятно на спине; Эфиопский скалистый даман, P. habessinica (NE Africa и Arabia): переменный дорсальный участок; Черношейный скалистый даман, P. johnstoni (центральная и E Africa): переменный дорсальный участок; Скалистый даман Каоковельда, P. welwitchii (Kaokoveld): бледно-кремовое пятно на спине; Рыжеголовый скалистый даман, P. ruficeps (S Sahara): оранжевое пятно на спине.

## Распространение
Скалистый даман широко распространен по всей Африке к югу от Сахары в разделенных северных и южных популяциях; он отсутствует в бассейне Конго и на Мадагаскаре. Распространение охватывает юг Алжира, Ливии, Египта и Ближнего Востока, с популяциями в Израиле, Иордании, Ливане и на Аравийском полуострове. Северный подвид был завезен в Джебель-Хафит, который находится на границе Омана и Объединенных Арабских Эмиратов.

## Среда обитания
В основном это подножия гор, часто в районах, где сами скалы способствуют росту растительности, удерживая влагу или питательные вещества. Горные породы также создают микроклимат, который может быть прохладнее, теплее, суше, влажнее, более тенистым, солнечным или менее ветреным, чем окружающая местность. Таким образом, даманы могут в некоторой степени противостоять экстремальным климатическим условиям, находя поверхности или расщелины, которые соответствуют их физиологическим потребностям в любое конкретное время. Расщелины также служат убежищем от хищников.

## Питание
В основном это злаки, которые растут в пределах легкой досягаемости от укрытия. Обычными травами являются виды Aristida, Chrysopogon, Tetrapogon и Latipes. В альпийском регионе горы Kenya Festuca является основным продуктом питания. На кустарники и деревья также лазают и осматривают, иногда только в зависимости от сезона. Кормление ограничено примерно 1 часом ранним утром и более длительным сеансом ближе к вечеру. Летом в пустыне животные могут кормиться ночью.

## Поведение
Территориальное. С территориями одного самца, содержащим различное количество самок и их потомства, в общей сложности до 25 особей. На равнине количество территорий частично зависит от их индивидуальной защищенности, но главным образом от их круглогодичных ресурсов пищи и крова. Самки, как правило, сильно связаны и часто вступают в тесный физический контакт с другими самками и детенышами в пределах своей группы. Однако у взрослых самок есть свои собственные исключительные основные зоны, хотя и очень близкие к их собратьям. Здесь нет четко выраженной иерархии, кроме доминирующей позиции территориального самца. Его нетерпимость к взрослеющему потомству мужского пола приводит к эмиграции и избирательному воздействию молодых самцов, что приводит к дисбалансу полов, особенно среди взрослых.
Все члены одной территориальной группы или колонии имеют несколько общих "уборных". Они, по-видимому, бывают двух типов. Моча стекает по очень открытым, обращенным наружу камням, где карбонаты кальция растворяются и откладываются в виде очень заметных белых или светлых разводов. Они могут служить внешними обонятельными и визуальными маркерами для определенных колоний. Уборные второго типа расположены в более затененных, защищенных местах. Как фекалии, так и моча сбрасываются в одно и то же место, предпочтительно на ровную или почти плоскую поверхность. Здесь жидкости и твердые вещества застывают медленнее, испаряется меньше, и запах может быть действительно очень сильным. Эти уборные, по-видимому, функционируют как ароматические комнаты, куда все члены группы приходят, чтобы ощутить общий запах, которым благоухают их ноги и шерсть.
Периоды размножения часто очень локальны и могут отличаться от вершины до подножия склона. Самец очень шумный во время брачного сезона и трясет головой, приближаясь к самке, его спинная железа открыта и активно источает аромат. После беременности продолжительностью 214-240 дней рождается до шести детенышей. Почти сразу становясь активными и вскоре поедая растения, детеныши часто забираются на спину матери, где они могут почувствовать запах ее спинной железы и согреться ее телом.

## Адаптация
Основная особенность - способность питаться грубой пустынной травой. Зубы и пищеварение существенно отличаются от древесных, листоядных видов. Осторожны в скалолазании, т.к являются более слабыми и плохими "альпинистами".

## Статус
Несмотря на периодические эпидемии, массовое естественное хищничество и очень локальное истощение или истребление, все основные популяции Procavia по-прежнему многочисленны.